# Asilus calatinus
Asilus calatinus är en tvåvingeart som beskrevs av Walker 1849. Asilus calatinus ingår i släktet Asilus och familjen rovflugor. Inga underarter finns listade i Catalogue of Life.